# Christoph en Bavière
Le duc Christoph en Bavière (en allemand, Christoph Joseph Clemens Maria Herzog in Bayern), né le 22 avril 1879 à Munich, au château de Biederstein, et mort le 10 juillet 1963 à Munich, second des trois fils de Maximilien-Emmanuel en Bavière  et d'Amélie de Saxe-Cobourg-Gotha est un membre de la Maison de Wittelsbach, de la lignée des Biederstein. 

## Biographie

### Famille des Biederstein
Le duc Christoph appartient à la branche ducale et non régnante de la Maison de Wittelsbach. Par son père, Maximilien-Emmanuel en Bavière, il est le neveu de l'impératrice Élisabeth d'Autriche (Sissi) ; tandis que par sa mère, Amélie de Saxe-Cobourg-Gotha, il est le neveu du tsar Ferdinand de Bulgarie. Il a deux frères : Siegfried August en Bavière (1876-1952) et Luitpold Emanuel en Bavière (1890-1973) et forme avec eux la lignée des Biederstein, du nom de la résidence de ses parents.

### Éducation
Le 12 juin 1893, son père meurt inopinément d'une hémorragie à l'estomac. Son frère aîné Siegfried contracte peu après la scarlatine. Il est soigné par sa mère laquelle, inconsolable depuis la mort de son mari meurt également subitement après une péritonite le 6 mai 1894. Un conseil de famille statue sur le sort des trois orphelins. Leur oncle Charles-Théodore en Bavière propose d'élever Christoph et ses frères Siegfried August et Luitpold Emanuel avec ses propres enfants. Cependant, Clémentine d'Orléans, grand-mère maternelle des orphelins s'y oppose et crée au sein du château de Biederstein, une nouvelle cellule familiale où l'éducation est dispensée par la comtesse Marie Fugger Glött (autrefois dame d'honneur d'Amélie de Saxe-Cobourg) et du baron Max von Redwitz. Le duc Charles-Théodore et son épouse Maria Josepha supervisent l'éducation donnée à leurs neveux, s'installant même parfois au château de Biederstein.

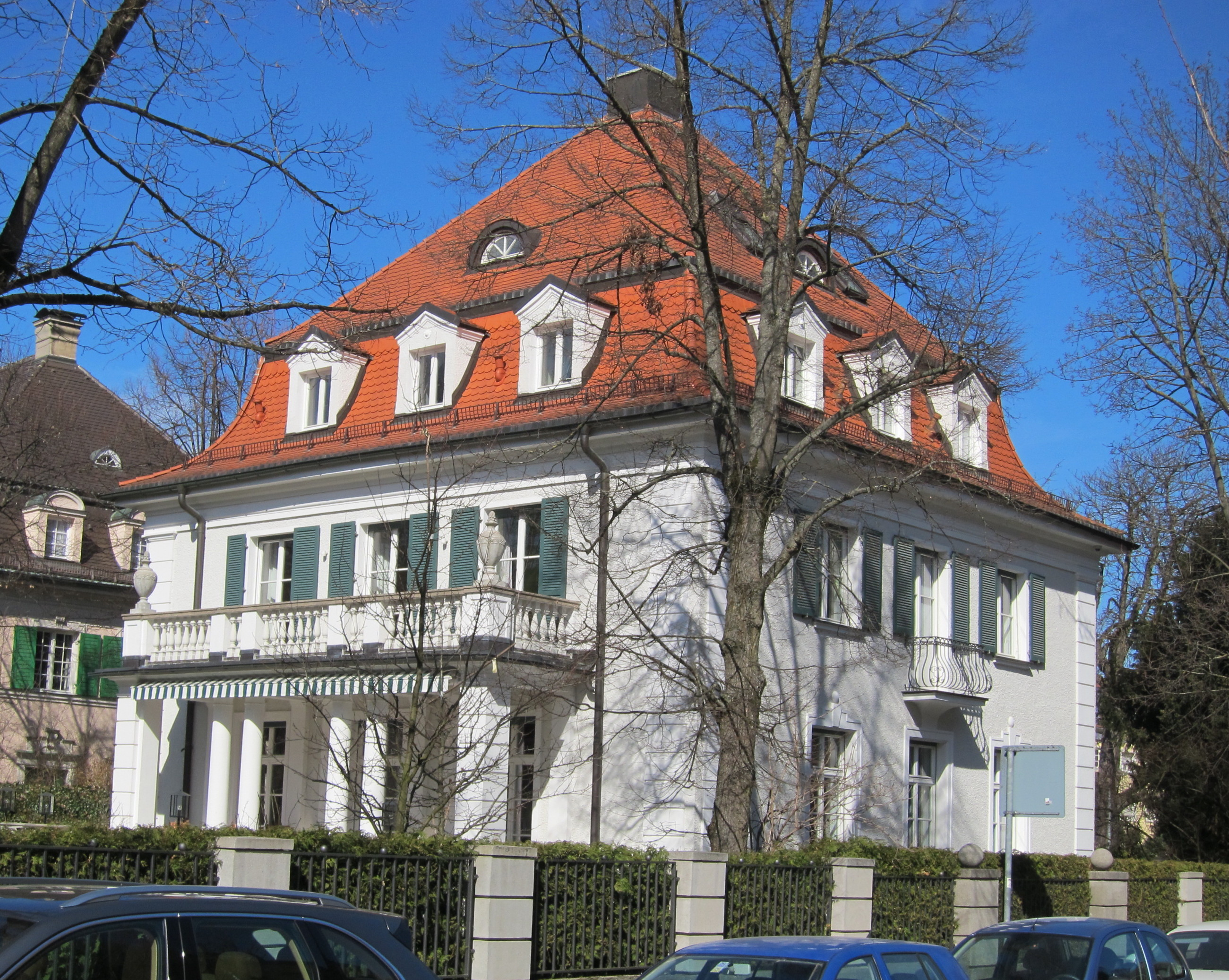
Villa Bogenhausen à Munich.

### Mariage et dernières années
Christoph épouse civilement à Munich le 14 mai 1924, et religieusement le lendemain, dans la paroisse de Schwabing à Munich une roturière : Anna Sibig (Ascholtzhausen bei Malensdorf 18 juillet 1874 - Munich 1er janvier 1958), fille de Christophe Sibig et de Thérèse Kagerhuber. Ce mariage est resté sans postérité. Après avoir vécu au château de Biederstein, les époux s'installent en 1924 dans une villa qu'ils font construire dans le quartier de Bogenhausen à Munich (Sternwartstraße 6). Christoph meurt, le 10 juillet 1963 à 11 h 20, d'un œdème au poumon dans une clinique privée au no 20 de la Mandistraße à Munich.

## Phaléristique
Christoph en Bavière est :
- Chevalier de l'ordre de Saint-Hubert (Bavière).
- Chevalier Grand-croix de l'ordre de Saint-Alexandre (Royaume de Bulgarie).
- Grand-croix de l'ordre de la Maison ernestine de Saxe (Duchés saxons).
- Grand-croix de l'ordre du Faucon blanc (Saxe-Weimar).

### Ouvrages
- Olivier Defrance, La Médicis des Cobourg : Clémentine d’Orléans, Bruxelles, Racine, 2007, 368 p. (ISBN 978-2-87386-486-6 et 2-87386-486-9, lire en ligne).
- (de) Norbert Nemec, Erzherzogin Maria Annunziata (1876–1961) : Die unbekannte Nichte Kaiser Franz Josephs I, Vienne, Böhlau Verlag, 2010, 313 p. (ISBN 978-3-20578-456-2).

### Articles
- Damien Bilteryst, Olivier Defrance et Joseph van Loon, « Les Biederstein, cousins oubliés de la reine Élisabeth, années 1875-1906 », Museum Dynasticum, vol. XXXIV, no 1,‎ 2022, p. 2-26 (ISSN 0777-0936, lire en ligne, consulté le 13 octobre 2022).
- Damien Bilteryst, Olivier Defrance et Joseph van Loon, « Les Biederstein, cousins oubliés de la reine Élisabeth, années 1907-1973 », Museum Dynasticum, vol. XXXIV, no 2,‎ 2022, p. 20-50 (ISSN 0777-0936).